# Agnone
Agnone es un municipio italiano situado en la provincia de Isernia, en Molise. Tiene una población estimada, a fines de octubre de 2023, de 4620 habitantes.

## Historia
No muy lejos del centro actual se encuentran ruinas samnitas que durante mucho tiempo hicieron pensar en una antigua capital itálica. Sin embargo, parece seguro que después de la fractura civil y la desertificación tras la derrota de Sannio por Roma, solo sobrevivieron en la zona algunos pequeños pueblos agrícolas y algunos centros monásticos ermitaños.
Se dice que el nombre de Agnone deriva de la antigua ciudad de Aquilonia, destruida por los romanos en el año 239 a. C. Los sannitas fueron aniquilados en época de Sila.
Cerca de Agnone se encontró una tabla llamada la Tabla Osca ("Tabula Osca"), pieza de bronce que contienen letras del antiguo alfabeto osco. Actualmente dicha pieza está en el Museo Británico, en Londres; en la sección correspondiente al Imperio romano.

## Lugares de interés
La localidad es conocida principalmente por la Pontificia Fonderia Marinelli, una antiquísima fábrica de campanas que se ha mantenido operativa desde el año 1000. Dicha fábrica tiene un museo donde se exponen campanas de más de mil años de antigüedad así como otras mucho más recientes.

## Evolución demográfica
| Gráfica de evolución demográfica de Agnone entre 1861 y 2023 |
|                                                              |
| Fuente: ISTAT - Elaboración gráfica de Wikipedia             |